# Сумка дипкурьера
«Сумка дипкурьера» — чёрно-белый кинофильм Александра Довженко 1927 года. Фильм сохранился без первых двух частей.

## Сюжет
Сюжет построен на реальных фактах — убийстве за рубежом советского дипломатического курьера Теодора Нетте. Сумку советского дипкурьера, похищенную английскими шпионами, отбирают моряки корабля, отплывающего в Ленинград, и доставляют органам власти. Агенты разведки прилагают все усилия, чтобы захватить сумку.

## История создания
Довженко был приглашён на постановку фильма благодаря знанию дипломатической среды. Под влиянием немецкой кинематографической школы, он наполняет фильм штампами, заимствованными из немецких детективов: потасовки в купе международного экспресса и на ступеньках поезда, драки на палубе корабля, погони за пароходом на моторной лодке и так далее. Немало и обязательных для данного жанра «типов»: шпионов, кокоток, агентов полиции, посетителей портовых кабачков, джаз-бэндов.
В это время оператор Николай Козловский знакомит Довженко с приёмами кадрирования. Кажется, что режиссёр владеет техникой изображения, где есть много необычных ракурсов, ночных съёмок, экспрессионистских эффектов (с использованием оптических призм).
Здесь же Довженко, единственный раз за всю карьеру, появляется в роли кочегара. В фильме есть такие кадры: инспектор Уайт предлагает кочегару деньги, а тот бросает их ему в лицо. Очень похожий случай был в жизни Довженко: из своей практики он рассказывал, что приходил к нему однажды на приём какой-то тип с просьбой помочь деньгами, ибо он от большевиков пострадал. Даже имел с собой рекомендательное письмо Императрицы Марии Фёдоровны. После прочтения Довженко «аккуратно сложил листы и швырнул их дегенерату в лицо», а затем ударил кулаком по столу и закричал.
Фильм «Сумка дипкурьера» был сделан качественно, на уровне приключенческих фильмов 1920-х годов. Он был хорошо воспринят зрителем, смотрели его с удовольствием и лента долго находилась в репертуаре. Её также демонстрировали за рубежом. Но в нём ещё не раскрылся индивидуальный, особый талант Довженко. Да и сам он назвал этот фильм «жалкой пробой пера».

## В ролях
- А. Клименко — первый дипкурьер
- Георгий Зелонджев-Шипов — второй дипкурьер
- Дмитрий Капка — пассажир
- М. Буюкли — секретарь посольства
- Александр Довженко — кочегар
- Ида Пензо — Элен, балерина
- Сергей Минин — Уайт, инспектор полиции
- Иван Капралов — Ральф, матрос
- Афанасий Белов — хозяин таверны

## Съёмочная группа
- Режиссёр: Александр Довженко
- Сценаристы: Моисей Зац, Борис Щаранский, Александр Довженко (переработка)
- Оператор: Николай Козловский
- Художник-постановщик: Георгий Байзенгерц